# Gazeta Polska w Brazylii
Gazeta Polska w Brazylii – pierwsze pismo w języku polskim w Ameryce Południowej, wydawany w latach 1892–1941 w Kurytybie.

## Historia
Założone zostało przez Kazimierza Szulca (wydawca i redaktor). Następnie zarządzane było przez spółkę wydawniczą, w latach 1910–1934 – zakonu werbistów.
„Gazeta Polska” była najważniejszym pismem Polonii brazylijskiej. Zamieszczała przegląd spraw polskich w Brazylii, Urugwaju, Argentynie i Paragwaju. Gazeta była silnie związana z ND. Redaktorami gazety byli m.in.: Edmund Saporski (1893–1894), Piotr Nikodem, Jerzy Okołowicz, o. Stanisław Trzebiatowski, o. Teodor Drapiewski. Nakład w 1898 wynosił 500 egzemplarzy, w 1904 – 620 egzemplarzy, w 1937 – 4 tys. egzemplarzy.